# Ніночка (фільм)
Ніночка (англ. Ninotchka) — американський фільм студії Metro-Goldwyn-Mayer 1939 року, відзнятий режисером Ернстом Любічем з Ґретою Ґарбо та Мелвіном Дуґласом у головних ролях. Сценаристи — Біллі Вайлдер, Чарльз Брекетт і Волтер Рейш, стрічка заснована на історії Мельхіора Лінґейла. Ніночка — перша комедія Ґрети Ґарбо, і її передостанній фільм. Це один з перших американських фільмів, в яких під прикриттям сатири та легкої романтики зображено Радянський Союз за Йосипа Сталіна як жорсткий і сірий світ у порівнянні з вільним і сонячним паризьким суспільством довоєнних років.

## Сюжет
Троє радянських емісарів — Іранов, Бульянов і Копальский — приїжджають до Парижа за завданням партії, щоб продати коштовності, конфісковані в аристократії. У них є прикраси, що до революції належали великій княгині Свані, яка хоче їх викупити до торгів і посилає до емісарів як посередника свого коханця, графа Леона д'Альгу. Леон знайомить радянських посланців з принадами капіталістичного життя, вони швидко піддаються спокусі й замість того щоб виконувати завдання, віддаються розвагам. Тоді Радянський Союз відряджає до Парижа партробітницю Ніну Якушову з дорученням довести справу до кінця і повернути на батьківщину трьох нероб. Спочатку Ніночка тверда і непохитна у своєму протистоянні Леону і паризьким спокусам. Але граф закохується в неї, і вона поступово відповідає йому взаємністю …

## Ролі виконують
- Ґрета Ґарбо — Ніна Іванівна «Ніночка» Якушова
- Мелвін Дуґлас — Граф Леон д'Альґу
- Іна Клер — Велика графиня Свана
- Сіґ Руман — Іранов
- Фелікс Брессар — Бульянов
- Александр Ґранаш — Копальський
- Бела Луґоші — Комісар Разінін

## Нагороди та відзнаки
Фільм Ніночка отримав чотири номінації на премію Оскар — Найкращий фільм року, Найкраща жіноча роль, Найкращий оригінальний сценарій, та Найкращий сценарій. Історія заснована на однойменній книзі Мельхіора Лінґейла.
Визнаний Американським інститутом кіномистецтва
- У рейтингу 100 найсмішніших американських фільмів за 100 років за версією AFI #52
- У рейтингу 100 найкращих американських фільмів про кохання за 100 років за версією AFI #40